# Tumbu
Tumbu, pubblicato nel 1995 come CD è il terzo disco cantato in lingua sarda del cantautore    Piero Marras, e il sesto in studio.
Contiene il brano Bae luna i cui versi sono del poeta nuorese Franceschino Satta.
Tutte le musiche sono composte e arrangiate da Piero Marras, e anche i testi di Istrales, B'at una femina e  S'anzoneddu, mentre Ardia, Trumas, Armidda, Boe muliache sono versi di Paolo Pillonca, i testi del brano Sa oghe 'e Maria dedicato a Maria Carta sono firmati sia da Marras che da Pillonca, Cantade e ballade bois testo di Francesco Masala.

## Tracce
- Istrales
- Trumas
- B'at una femina
- Armidda
- Boe muliache
- Cantade e ballade bois
- Sa oghe 'e Maria
- S'anzoneddu
- Bae luna
- Ardia

## Musicisti
- Piero Marras :Voce, Tastiere, Pianoforte, Voci a Tenores, Percussioni elettroniche
- Tenores di Bitti Remunnu 'e Locu: Coros in B'at una femina
- Giampaolo Conchedda: batteria in Bae luna, Istrales, B'at una femina, Cantade e ballade bois,
- Paolo Cocco: basso in Istrales, Cantade e ballade bois, B'at una femina,
- Antonello Coradduzza:chitarra in Istrales, Trumas, B'at una femina, Armidda, Boe muliache,Bae luna
- Roberto Deidda: chitarra in Trumas, S'anzoneddu
- Maurizio Puxeddu: Launeddas in B'at una femina, Sa oghe e Maria
- Lorenzo Sabattini: basso in Trumas, Armidda, S'anzoneddu, Bae luna
- Federica Salis : voce della filastrocca in Armidda
- Programmazione computer: Paolo e Alberto Erre
- Fonico : Alberto Erre